# Guzmania longibracteata
Guzmania longibracteata là một loài thực vật có hoa trong họ Bromeliaceae. Loài này được Betancur & N.R.Salinas mô tả khoa học đầu tiên năm 2003.